# Die andere Heimat – Chronik einer Sehnsucht
Die andere Heimat – Chronik einer Sehnsucht ist ein Kinofilm von Edgar Reitz aus dem Jahr 2013, der auf der ebenfalls von Edgar Reitz stammenden Filmreihe Heimat beruht. Der Film thematisiert die Epoche des Vormärz in den Jahren 1842 bis 1845 und die damalige Welle von Auswanderungen aus dem Hunsrück nach Brasilien. Kinostart in Deutschland war der 3. Oktober 2013. Der Film ist fast ausnahmslos in Schwarz-Weiß und einige Elemente sind in Farbe gehalten.

## Inhalt
Jakob Simon ist ein romantisch veranlagter Sohn eines Dorfschmieds im Hunsrück-Dorf „Schabbach“. Er träumt von einem Leben in den Urwäldern Brasiliens. Vorbild sind ihm die vielen Auswanderer seiner Zeit, die den Hunsrück in Richtung des südamerikanischen Kontinents verlassen. Jakob lernt dafür verschiedene Sprachen, darunter die der Indianer Südamerikas, und liest zahlreiche Bücher. Seine Mutter bestärkt ihn, doch bei seinem bodenständigen, praktisch veranlagten Vater stößt er auf Unverständnis, was auch körperliche Auseinandersetzungen zur Folge hat. Einmal flüchtet er zu seiner Schwester Lena in den Moselort Wolf, die aufgrund ihrer Heirat mit einem Katholiken vom Vater verstoßen wurde. Während sein Vater ihn immer wieder als faulen, zu nichts zu Gebrauchenden verunglimpft, der in der Schmiede wegen zweier linker Hände nicht richtig arbeiten könne und ihm die Bücher versucht zu entreißen, in denen Jakob immerfort liest, hält sein im Haus lebender unverheirateter Onkel zu ihm. Nicht selten rettet er die Bücher, die sein Vater Jakob zuvor wegnahm und versteckt sie für Jakob.
Jettchen Niem, die aus einer Familie in der Nachbarschaft kommt, interessiert sich für Jakob, der ihr anders als alle Männer im Dorf scheint. Auch er findet großen Gefallen an ihr, verhält sich aber schüchtern und zögerlich. Bei einem Dorffest muss er zuschauen, wie sein forscher Bruder Gustav, vor kurzem aus dem preußischen Militärdienst zurückgekehrt, stattdessen mit Jettchen tanzt. Spontan lassen sich Gustav und die unerfahrene Jettchen auf Geschlechtsverkehr ein, was auch Jakob mitbekommt. Bei dem Dorffest (Kerb) entwickelt sich unterdessen ein Konflikt um mehrere Fässer Wein. Der ortsansässige Baron will die Dorfbewohner zwingen, ausschließlich Wein aus seinem Besitz und zugunsten seiner Kasse zu hohen Preisen auszuschenken. Dies wird von den Schabbachern als Demütigung und Zwang der Obrigkeit aufgefasst. Aufgrund der Tumulte schreiten Gendarme ein und verhaften den Rädelsführer, den Graveur Franz Olm und Jakob, der auch wegen seines Frusts über Jettchen „Liberté“ ruft. Sie werden auf die Burg Herrstein verbracht, wo sie mehrere Monate Haft verbringen. Jakobs Mutter besucht ihn dort und steckt Jakob einen Louis d’or zu, den sie nach dem Tod des Onkels in dessen Sonntagsanzug fand. Jakob soll versuchen sich mit diesem freizukaufen, was er aber unterlässt.
Nach ein paar Monaten werden Jakob und Olm entlassen. Jakob muss allerdings bei seiner Rückkehr feststellen, dass gerade eine Hochzeit stattfindet, Jettchen und Gustav heiraten. Die Heirat geschah aus pragmatischen Gründen, denn Jettchen war schwanger geworden. Kurz nach der Hochzeit erhängt sich Jettchens psychisch angeschlagener, seit vielen Jahren stummer Vater (in dem Schnitt entfallenden Szenen wird deutlich, dass er sich für den Tod von Jettchens Zwillingsschwester verantwortlich fühlt). Im Jahr darauf stirbt die Tochter von Jettchen und Gustav, wie viele Kleinkinder der Region und des Dorfes, in einem langen Winter an Diphtherie.
Jakob verbringt viel Zeit bei Olm und dessen Familie, wo sie Auswanderungspläne schmieden. Während Olms Haft litt dessen Familie Hunger. Als Mietzins gibt Jakob der Familie den Louis d’or des Onkels. Auch seine Mutter kommt nach Herrstein und bringt Jakob und der Familie Olm Obst, Brot und Speck vom Hunsrück – obwohl es für sie selbst kaum reicht. Da die Gesundheit seiner Mutter durch jahrelange körperliche Arbeit und Mangelernährung immer schwächer wird, zögert er, die bevorstehende Auswanderung ihr und dem Dorf bekanntzugeben. Abermals kommt ihm sein Bruder Gustav zuvor, der in der Kirche während der Messe ankündigt, mit Jettchen auswandern zu wollen. Das durchkreuzt die Pläne von Jakob, da nun die Verantwortung für Mutter, Vater und Großmutter auf seinen Schultern ruht. Er und Gustav prügeln sich, doch ist Jakob seinem Bruder körperlich unterlegen. Jakob bleibt in Schabbach und die Olms wandern ohne ihn aus. Jakob und Jettchen waren einander lange aus dem Weg gegangen, da sie füreinander immer noch Gefühle hegten, doch in der Nacht vor der Auswanderung schlafen Jettchen und Jakob im Wald miteinander.
Auf Anraten seiner Mutter heiratet Jakob Florinchen Morsch, die gutherzige beste Freundin von Jettchen. Allmählich kann er seine Bitterkeit überwinden und arrangiert sich in seiner neuen Rolle, so gelingt es ihm die erste Dampfmaschine des Dorfes in Betrieb zu nehmen, an der sich sein Bruder zuvor erfolglos versuchte. Der Vater kann sich überwinden, Lena und ihren Ehemann wieder in die Familiengemeinschaft aufzunehmen. Außerdem bildet Jakob sich weiter fort und korrespondiert mit Forschern wie Alexander von Humboldt, doch als der berühmte Geheimrat auf einer Fahrt von Berlin nach Paris (s. Heimat 1, als 1929 eine französische Reiterin auf dem Wege von Paris nach Berlin durch Schabbach kommt) einen Abstecher nach Schabbach macht, rennt der von dem hohen Besuch entsetzte Jakob davon. Schließlich stirbt Jakobs Mutter friedlich nach längerer Krankheit. Wenig später trifft der erste Brief von Gustav und Jettchen aus Brasilien ein: zwar war nicht alles so goldig wie von den Auswanderungswerbern versprochen, doch nach 13 Monaten haben sie sich eine gute Grundlage für die Zukunft geschaffen und auch eine Tochter – namens Jakobinchen – bekommen. Jakob bringt den Brief an das Grab seiner Mutter.

## Hintergrund
Nach seiner dreiteiligen Heimat-Saga wollte Edgar Reitz eine weitere Hunsrück-Geschichte verfilmen und entschied sich für die Zeit der Auswanderungswelle in Deutschland Mitte des 19. Jahrhunderts. Als konkreten Auslöser für den neuen Film nannte Reitz einen Brief, den er während der Dreharbeiten zu Heimat 3 – Chronik einer Zeitenwende bekam; in dem Brief schrieb eine Krankenschwester aus Brasilien, sie habe Reitz im Fernsehen gesehen, und er habe große Ähnlichkeit mit ihrem Chef, der ebenfalls Reitz heiße. Daraus habe sich ein längerer Kontakt ergeben, der schließlich in der Idee zu dem Film mündete. 
Allerdings spielt der Aspekt Brasilien auch schon in Heimat – Eine deutsche Chronik („Heimat 1“) eine Rolle: So in der ersten Folge (Fernweh), als der Großvater Mathias Simon sagte: „Früher wie mei Großvater noch gelebt hat, da sind die Leut nach Brasilien ausgewandert. Und die heißen heut: Emilio, Francesco, Roberto und Magrilia“ – Mathias war nach seinem Alter in der Generation der Enkel des Jakob Simon. In der letzten Folge (Das Fest der Lebenden und Toten), in der die Hauptfigur Maria Simon stirbt, tauchen zwei Männer aus Brasilien auf (Edmundo und Joao), die von der Beerdigung erfuhren und sie zum Anlass nahmen, nach Schabbach zu fahren und den Spuren ihrer Vorfahren nachzugehen.
Als sein Bruder Guido starb, der zurückgezogen den elterlichen Uhrmacherladen in Morbach betrieb, fand Reitz zu seinem Erstaunen heraus, dass dieser als Privatgelehrter indigene Sprachen erforschte. Niemand in der Familie wusste etwas davon. In Fachkreisen war Guido Reitz allerdings durch seine Expertise bekannt. Seine umfangreiche Privatbibliothek wurde der Uni Marburg vermacht. Inspiriert dadurch wurde der Rolle des Jakob autodidaktische Fähigkeiten zum Erlernen der Indianersprache hinzugefügt. Den Film widmete Reitz seinem Bruder (Einblendung am Ende des Filmes).
Edgar Reitz wollte mit Die andere Heimat vor allem eine Geschichte über die Auswanderung nach Brasilien im Hunsrück des 19. Jahrhunderts erzählen. Der Rückgriff auf „Schabbach“ und auf die Familie Simon war für ihn eher Mittel und nicht Zweck. In einer Pressekonferenz im April 2012 brachte Reitz zum Ausdruck, dass er nicht zwingend die Vorgeschichte der Familie Simon erzählen wollte. Reitz bezeichnete es gleichwohl als vorteilhaft, wenn Fans der Heimat-Trilogie allein schon deshalb ins Kino gingen, weil sie sich von dem Film erhofften, die Vorfahren der Simons zu sehen. Die Vorgeschichte des Dorfs Schabbach erzählt der Film ohnehin nur zum Teil, da viele Orte und Plätze, die aus Heimat 1 bis 3 bekannt sind (z. B. die Kirche, das Wiegand-Haus, das Schirmer-Haus, der Saal und der Kolonialwaren-Laden) im Film nicht mehr auftauchen, weil sie in Woppenroth stehen bzw. standen. Reitz hatte sich entschlossen, Woppenroth für „Die andere Heimat“ nicht zu berücksichtigen und hauptsächlich im Nachbardorf Gehlweiler zu drehen. Das aus Heimat 1 bis 3 bekannte Schabbach ist in „Die andere Heimat“ deshalb nur noch in der Simon-Schmiede erkennbar.

## Dreharbeiten
Als Drehort wählte Reitz wieder die schon aus den anderen Heimat-Staffeln bekannte Schmiede im Hunsrück-Dorf Gehlweiler. Reitz entschied sich ganz bewusst, den Film wieder in einem echten Dorf zu drehen und nicht in einer reinen Kulisse. Er wollte eine historisch gewachsene Ortsstruktur und keine künstlich entstandene. Gleichwohl wurden für die Dreharbeiten viele Kulissen in Gehlweiler errichtet und auch die Simon-Schmiede, die aus den anderen Heimat-Staffeln mit verputzter Hausfront bekannt ist, erhielt eine vorgestellte Fachwerkfassade.
Die Einwohner von Gehlweiler wurden vor Beginn der Dreharbeiten in den Entstehungsprozess des Films miteinbezogen und stimmten mit großer Mehrheit für die Umgestaltung ihres Dorfes als Drehort.
Beginn der Dreharbeiten war der 17. April 2012, die Arbeiten endeten nach 69 Drehtagen am 10. August 2012. Die Welturaufführung fand am 29. August 2013 bei den Filmfestspielen in Venedig statt, wo der Film außerhalb des Wettbewerbs in der Sektion „Fuori Concorso“ aufgeführt wurde. Die Deutschlandpremiere erfolgte am 28. September 2013 in Simmern (Hunsrück), zwei Tage darauf, am 30. September im Prinzregententheater in München. Der Film lief ferner auf dem Toronto International Film Festival 2013 und auf dem Festival do Rio 2013.

## Kritiken
„Mit dem neuen Werk schenkt uns Edgar Reitz viele großartige Kinomomente: Ein Dorffest in einer Scheune, das Anlaufen der ersten Dampfmaschine im Dorf; oder der Tod des Großvaters am Webstuhl, wenn minutenlang das Klacken der Webstuhlhölzer zu hören ist, die Kamera sanft durchs Haus schwebt und plötzlich das Klacken aufhört. Oder wenn die Mutter Jakob erinnert, dass es doch an der Zeit wäre zu heiraten und dass es doch das Florinchen gäbe, das schön singe. ‚Die andere Heimat‘ entfacht im Kopf des Zuschauers einen Sturm der Sehnsucht nach Ferne und Wehmut dem Vergänglichen gegenüber, wie es ihn selten zuvor im Kino gab.“

„Ein süßliches Heimatfilm-Happy-End ist das nicht. Dazu sind im Verlauf der Erzählung zu viele Kinder gestorben. Die Bilder des hageren Landarztes in seiner Hilflosigkeit gegen die Diphtherie-Epidemie haften im Gedächtnis ebenso wie die stumm verzweifelter Abschiede, wenn sich wieder einmal Familien in die langen Auswanderertrecks einreihen. Hunderttausende wurden so in wenigen Jahrzehnten aus Südwestdeutschland hinausgespült, bevor die Industrialisierung die Massen verarmter Landbevölkerung schluckte. An dieses oft vergessene Kapitel deutscher und europäischer Geschichte zu erinnern ist nicht das geringste Verdienst der vierten ‚Heimat‘.“

„Diese Vision von individueller Sehnsucht inmitten von kollektivem Zwang als Meisterwerk zu bezeichnen, wäre verfehlt. Der Film ist viel mehr: eine Sozialgeschichte, eine Studie der Langsamkeit vor der motorisierten Welt, ein Drama des kollektiven Lebens, eine raffinierte Psychostudie vor Erfindung der Psychologie. […] Man muss, unter dem frenetischen, überhaupt nicht endenden Applaus des Publikums von Venedig, lange suchen, um in der Kinogeschichte ein ähnlich gelungenes Epochenwerk zu finden.“

„‚Die andere Heimat‘ ist […] nicht leicht konsumierbar und eher sperrig. Man muss sich einlassen auf diese Geschehnisse, die mit der ein oder anderen Länge auch nicht immer ganz über die vier Stunden des Films tragen. Und doch gelingt es dem 80-jährigen Reitz wieder einmal, die große Geschichte auf kleine Geschichten herunterzubrechen. Durch seine Figuren Jakob und Gustav wird die tatsächlich durchlebte Auswandererwelle nach Brasilien erlebbar, werden die Beweggründe der Menschen nachvollziehbar.“

„Der Begriff ‚historischer Film‘ wird neu definiert. […] Kameramann Gernot Roll leistet mit seiner unverwechselbaren Bildsprache im Cinemascope-Format ganze Arbeit: Da funkeln die Staubkörnchen am Webstuhl im hereinfallenden Sonnenlicht, wirken die endlose Planwagen-Karawanen am Horizont wie Scherenschnitte, wird das Beschlagen von Pferden zur physischen Erfahrung. Magisch die eingestreute Farbkolorierung – mal ein blinkendes Goldstück, die deutsche Fahne, Flachsblüten. Der Film zeichnet die Verlorenheit des Einzelnen in einer Umbruchsphase, die Sehnsucht nach einem Platz, wo man hingehört. Manche nennen ihn Heimat.“

„Hier wird […] nicht Vergangenes, Entschwundenes nachbebildert, sondern eine Zeit von innen heraus mit Leben gefüllt. […] Ein Gutteil der Größe von ‚Die andere Heimat‘ liegt in einer Perspektivverschiebung. Edgar Reitz wirft einen Blick auf Deutschland und damit auf ein Westeuropa, das sich heute gern als von Fremden überflutete Einwandererregion sieht und doch selbst einmal ein Kontinent der verzweifelten, hoffenden Auswanderer war.“

„Gerade durch das fast Unspektakuläre wird diese lange aber immer intensivere Zeitreise zu einem so großen Seherlebnis, einer 225 Minuten langen Trance. Es erscheint wie ein letztes Aufbäumen des Autorenkinos des späten 20. Jahrhunderts im Alltag der digitalen Bilder zu Beginn des 21. Jahrhunderts, die nun auch auf Tablets und Smartphones konsumiert werden. Filme wie diesen wohl letzten großen ‚Heimatwurf‘ des 81-jährigen Regisseurs wird es auf der großen Kinoleinwand immer seltener geben. Genau deshalb lohnt sich auch das mehrfache Anschauen. Es gibt einfach so viel zu sehen.“

„Reitz schaut nicht nur aufmerksam hin, sondern weiß auch immer genau, was zeigen und was nicht, wo die Ellipse oder der schnelle Schnitt zu einer anderen Szene helfen und wo das Verweilen lohnt. In der Heimat 3 etwa, die nicht arm an Seifenoper-Wendungen war, konnte er so stets das Gefühl emotionaler Strippenzieherei vermeiden, ohne auf Fortsetzungsdramaturgie und Spannung verzichten zu müssen. In Die andere Heimat ist es die zweite Hälfte, in der die Ereignisse dichter aufeinander folgen, der Schlund der Geschichte die Protagonisten aufsaugt. Die einen werden ausreisen, nach Brasilien oder anderswo, die anderen sich einrichten müssen in dieser Heimat. Wenn sie ein kollektives Gedächtnis früherer Zeiten bevölkern werden, dann weil sie es gewagt haben zu träumen.“

## Auszeichnungen
- 2013: Bayerischer Filmpreis
  - Bestes Drehbuch an Edgar Reitz und Gert Heidenreich
  - Bester Produzent an Edgar Reitz und Christian Reitz
- 2013: Preis der deutschen Filmkritik
  - Bester Spielfilm
  - Beste Kamera an Gernot Roll
- 2014: Deutscher Filmpreis
  - Bester Spielfilm in Gold
  - Bestes Drehbuch an Edgar Reitz und Gert Heidenreich
  - Beste Regie an Edgar Reitz
- 2014: Deutscher Kamerapreis
  - Nominierung in der Kategorie Kinospielfilm

## Sonstiges
- Für die Rolle der Margarethe Simon wählte Edgar Reitz die Schauspielerin Marita Breuer aus, die in der ersten Heimat-Staffel die Hauptrolle der Maria Simon verkörperte.
- Andreas Külzer, der die Rolle des Dorfpfarrers Wiegand spielt, war in Heimat 3 als Dieter Simon zu sehen.
- Julia Prochnow, bereits in Heimat 3 als Moni zu sehen, spielt hier die Dorfhebamme.
- Kulissenbauer war Anton („Toni“) Gerg, der auch schon Kulissenbauten in Filmen wie Die Geschichte vom Brandner Kaspar und Luther entwickelte.[20] Gerg starb in der Nacht zum vierten Drehtag im April 2012. Später im Film erfasst ein Kameraschwenk über den Friedhof von Schabbach einen Grabstein, auf dem der Name Toni Gerg zu lesen ist. Im Film gibt es weitere Andeutungen: Während der Aufnahmen stand auf der obersten Treppenstufe des als Fassade errichteten Schulgebäudes ein Bild von Toni Gerg, drumherum ein paar brennende Kerzen. Eine dritte Reminiszenz an den verstorbenen Kulissenbauer ist schließlich in einem Dialog versteckt: Als die lungenkranke Margarethe, getragen von ihren Söhnen Jakob und Gustav, am Rande des Flachsfeldes sitzt, um die gesunde Luft zu inhalieren, hat sie plötzlich eine Vision. Ihr erscheinen alle ihre verstorbenen Kinder. Als erstes erwähnt sie den „Toni, der tot in seinem Bett gelegen hat“. Wie man dem Dokumentarfilm „Making of Heimat“[21] entnehmen kann, starb auch Toni Gerg des Nachts in seinem Bett, vermutlich in Folge einer Herzerkrankung. Das „Making of Heimat“ zeigt Edgar Reitz, wie er das gesamte Team über den Tod von Toni Gerg in Kenntnis setzt.
- Edgar Reitz hat einen Cameo-Auftritt: Gegen Ende des Films erscheint er als Bauer auf dem Feld, der vom Gelehrten Alexander von Humboldt (dargestellt von Werner Herzog) gefragt wird, wo denn Schabbach sei. Humboldt ist auf der Suche nach Jakob Simon, der mit ihm eine Korrespondenz über Brasilien begonnen hat. Dieser kurze gemeinsame Auftritt von Reitz und Herzog darf auch als Anspielung auf die unterschiedlichen Werdegänge zweier deutscher Filmemacher gesehen werden: Der eine (Herzog) ging in die Welt, der andere (Reitz) blieb in der Heimat.[22]